# Gallus
|  | Per a altres significats, vegeu «Gallus (sacerdot)». |

Gallus és un gènere d'ocells de la família dels fasiànids (Phasianidae) notable perquè inclou les diferents races de gall domèstic (Gallus gallus domesticus). Viuen al pis inferior de zones forestals d'Àsia meridional i el Sud-est asiàtic.

## Morfologia
Com en la resta d'espècies de llur família, en aquestes espècies, el dimorfisme sexual és molt pronunciat: el gall és més gran que la gallina, amb ornaments facials com crestes i barbetes, esperons al tars, a més de colors molt més brillants i cua més desenvolupada.
El plomatge de les gallines està adaptat al camuflatge, ja que s'ocupa en solitari dels ous i els pollets. Les crestes dels pollastres silvestres són gairebé inexistents. Durant l'època de cria, els galls anuncien la seva presència amb càntics. Això serveix per atraure les femelles i expulsar els competidors lluny de la seva zona. Els esperons de les potes són utilitzats en la lluita contra altres mascles.

## Reproducció
La gallina construeix el niu fora de l'abast dels depredadors, normalment a nivell del sòl, ja que els pollets són nidífugs. La gallina cova en solitari durant 19 – 21 dies els 2 – 10 ous (depenent de l'espècie). Durant aquest període, la gallina deixa el niu només per menjar i beure. Els pollets romanen almenys dues setmanes amb la seva mare. Durant aquest període, la gallina segueix atentament els seus pollets protegint-los dels depredadors, ferotgement fins a la mort si cal, utilitzant el bec i els esperons.

## Taxonomia
S'han descrit 4 espècies dins aquest gènere:
- gall bankiva (Gallus gallus). Inclou totes les varietats domèstiques.
- gall de Java (Gallus varius).
- gall de Sri Lanka (Gallus lafayettii).
- gall gris (Gallus sonneratii).